# 6 Dywizja Artylerii Przełamania

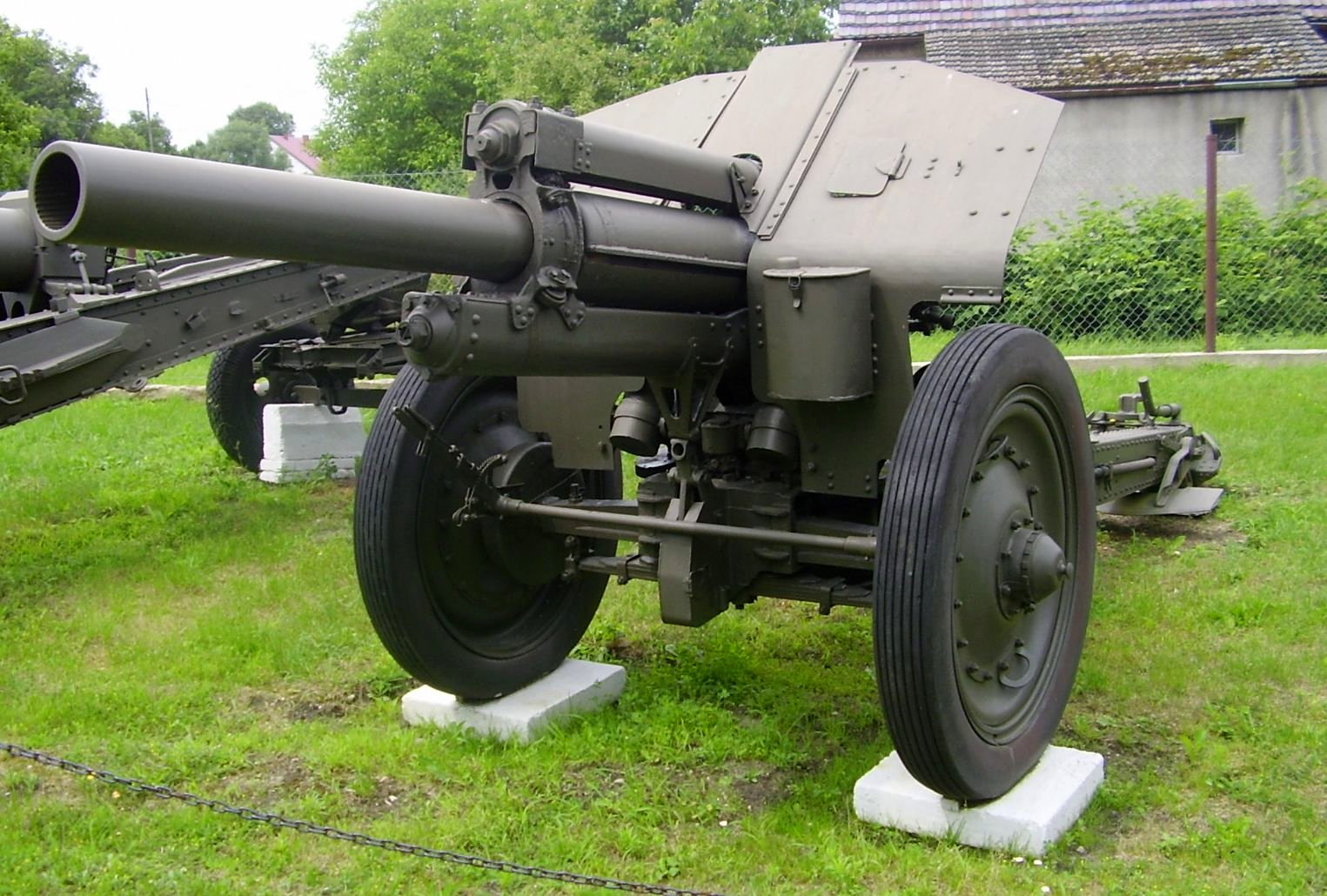
122 mm haubica wz. 1938 (M-30)

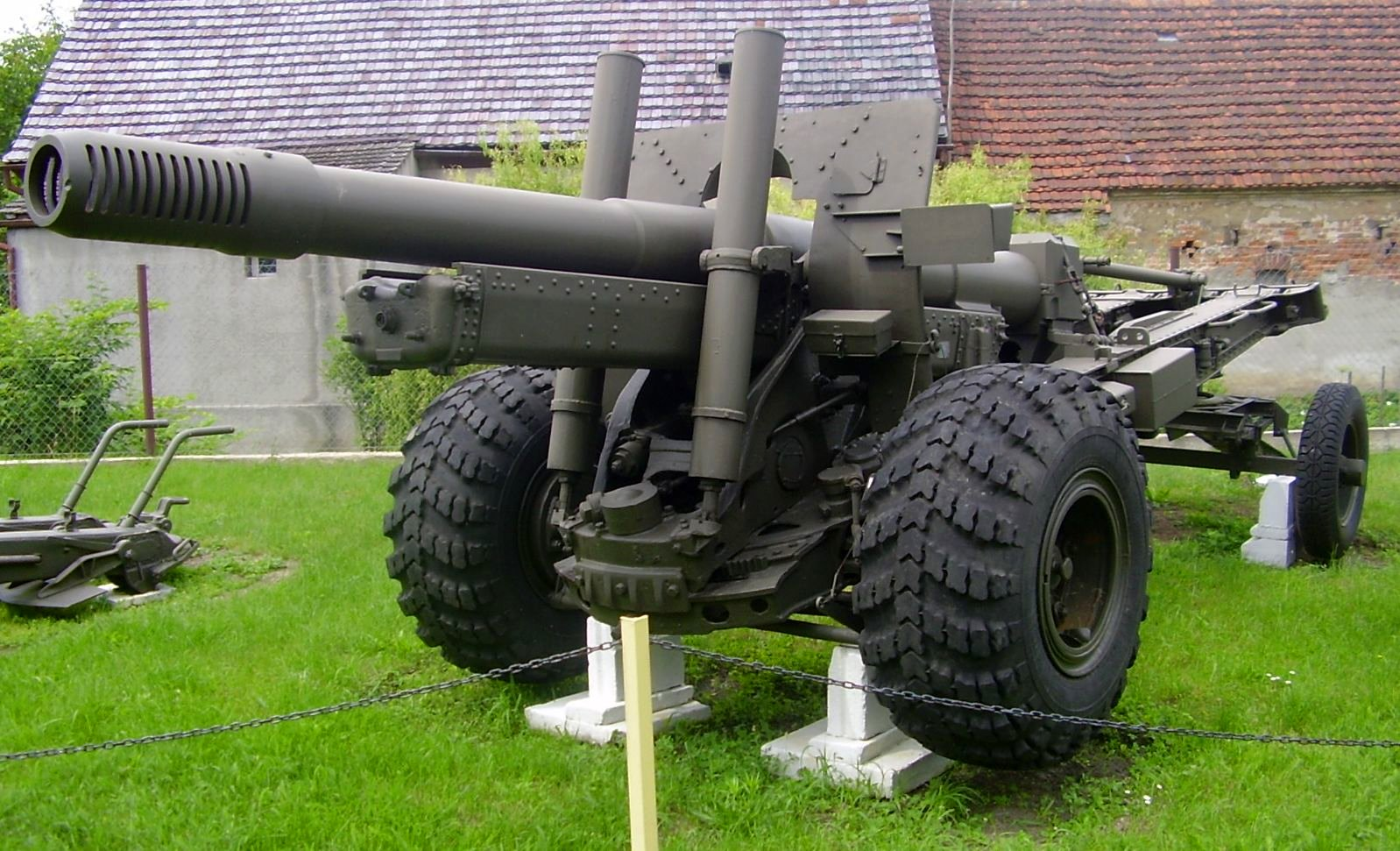
152 mm haubicoarmata wz. 1937 (MŁ-20)

6 Dywizja Artylerii Przełamania – związek taktyczny artylerii Wojska Polskiego.

## Formowanie i przekształcenia organizacyjne
Wiosną 1951, w wyniku wprowadzenia planu przyśpieszonego rozwoju WP na lata 1951- 1953, na bazie 13 Brygady Artylerii Ciężkiej rozpoczęto formowanie jednostki 6 Dywizji Artylerii Przełamania. 73 pah stał się zalążkiem dla 17 Brygady Artylerii Haubic, 74 pah dla 19 Brygady Artylerii Haubic, a 71 pac dla 21 Brygady Artylerii Ciężkiej.
Jesienią 1956 wyłączono z 6 DAP 19. i 25 BAH i w ten sposób przekształcono dywizję w 6 Brygadę Artylerii Przełamania. Wyłączone brygady przeniesiono do Orzysza i Bartoszyc podporządkowując je 8 Dywizji Artylerii Przełamania.

## Struktura organizacyjna
dowództwo (Grudziądz)
- 37 dywizjon artyleryjskiego rozpoznania pomiarowego
- 17 Brygada Artylerii Haubic – Grudziądz
- 19 Brygada Artylerii Haubic – Grudziądz
- 21 Brygada Artylerii Ciężkiej – Chełmno

W czerwcu 1953 roku 6 Dywizja Artylerii Przełamania uległa reorganizacji. Nowa struktura obejmowała trzy brygady haubic, brygadę haubic ciężkich, brygadę artylerii ciężkiej oraz brygadę moździerzy. Na bazie 21 samodzielnego pułku moździerzy, utworzono 27 Brygadę Moździerzy. W skład dywizji wchodziły:
- 17 Brygada Artylerii Haubic
- 19 Brygada Artylerii Haubic
- 25 Brygada Artylerii Haubic Ciężkich
- 30 Brygada Artylerii Haubic Ciężkich
- 21 Brygada Artylerii Ciężkiej
- 27 Brygada Moździerzy

W grudniu 1955 roku utworzono 11 dywizjon artylerii rakietowej, który włączono do 6 DAP. Jednocześnie zreorganizowano 21 Brygadę Artylerii Ciężkiej na brygadę artylerii armat, a 27 Brygadę Moździerzy na brygadę moździerzy ciężkich.

## Dowódcy dywizji
- płk Siemion Zubkow (od lutego 1952 do października 1954)
- płk dypl. Władysław Cywiński (1954 - 1956)
- płk Władysław Mróz (1956)